# جدعون هاولي
جدعون هاولي (بالإنجليزية: Gideon Hawley)‏ هو مبشر أمريكي، ولد في 1727، وتوفي في 1807.